# Танга (град)
Танга (свах. Tanga) је главни град региона Танга у Танзанији. Налази се на североистоку Танзаније и има 273.332 становника (попис 2012). Смештен је на обали Индијског океана и најсевернија је лука на танзанијском делу обале тог океана.

## Географија
Град Танга се налази у региону Танга, на обали Индијског океана. У околини града присутна је вегетација мангрове. Северно од града на удаљености од 8 км се налази кречњачка пећина Амбони са седиментима из доба јуре. Усамбара пруга од 1912. године повезује Тангу са Мошијем, а 1929. године је продужена до Аруше. Усамбара пруга је 1977. године повезана са Централном пругом која води од Дар ес Салама до Кигоме и Мванзе.

## Историја
Град су основали персијски трговци у 14. веку, а од 16. до 18. века био је под португалском колонијалном влашћу, када га осваја Омански султанат заједно са Момбасом, Пембом и Килвом. Немци су 1891. године купили од Занзибарског султана приобални појас данашње Танзаније и ту се задржали до Првог светског рата када је Тангањика постала британска колонија, статус који је задржала до независности 1961. године.
У току Првог светског рата, од 3. до 5. новембра 1914. године Танга је била поприште "Битке пчела". Ово је била једна од првих битки на афричком континенту у току Првог светског рата. То је био неуспели британски покушај освајања немачке колоније. На немачкој страни се борило око 1000 колонијалних војника - аскари (свах. askari), док је на британској страни било 8000 индијских војника. У овој тродневној битки погинуло је 55 аскарија и 16 немачких војника, док је на британској страни погинуло 360 индијских војника.

## Становништво
Аутохтоно ставништво у подручју града Танга припада етничким групама Зигуа, Бондеји, Сегеџу.

## Култура
У Танги је 1950. године основана Џамхури џез група која је стекла велику популарност у источној Африци. Пре добијања независности 1961. године Џамхури џез група је свирала у хотелу у Танги.

## Партнерски градови
- Екернферде
- Кеми
- Вејхе